# Міста за життя

Міжнародний день «Міста за життя» відзначається 30 листопада на честь першого скасування смертної кари у європейській державі. 30 листопада 1786 року указом Петра Леопольда Йосипа Габсбурга смертну кару було скасовано у Великому герцоґстві Тосканському. У цей день міста-учасники акції підсвітлюють визначний пам'ятник чи відому будівлю. Завдяки різнобарвному освітленню пам'ятки символічно «оживають». У такий спосіб міста-учасники акції закликають до скасування смертної кари в усьому світі та демонструють свою любов до життя.
Акція ініційована Спільнотою Святого Егідія та має підтримку основних міжнародних організацій з прав людини, що входять до Всесвітньої коаліції проти смертної кари (Amnesty International, Ensemble contre la Peine de Mort, International Penal Reform, FIACAT).

## Історія
Міжнародний День Міста за життя — Міста проти смертної кари на сьогодні є найбільшою у всьому світі акцією, що закликає до гуманного правосуддя, здатного повністю відмовитися від смертної кари. У травні 2002 р. в Римі в головному офісі Спільноти Святого Егідія було засновано Всесвітню коаліцію проти смертної кари (до якої увійшли: Спільнота Sant'Egidio, Amnesty International, Міжнародна реформа кримінального права, Ensemble contre la Peine de Mort, FIACAT). Уже 30 листопада 2002 року в Sant'Egidio відзначили Перший міжнародний день «Міста проти смертної кари». Рим, Венеція, Барселона та Вашингтон були першими містами, які відгукнулись на цю ініціативу. Тоскана долучилась до боротьби за найвищий рівень прав людини та проголосила 30 листопада Днем Тоскани.
Перше проведення Всесвітнього дня «Міста за життя — міста проти смертної кари» зібрало більше ніж 80 міст — від Сантьяго у Чилі до Стокгольм у та Канберри. У Рим було обрано Колізей, в Брюсселі — Атоміум, в Барселоні — Катедральну площу.
Це був великий успіх, що відкрив дорогу для подальшого зростання проведення події 2003 р. із залученням 150 міст і 15 столиць. Декілька із залучених міст вирішили «усиновити» одного чи більше людей, котрі отримали смертний вирок, підтримуючи Міжнародний фонд правового захисту людей, засуджених до смертної кари, який засновано Спільнотою Sant'Egidio.
У 2010 році в акції брали участь уже понад 60 столиць та понад 1300 інших міст по всьому світу, зокрема Рим, Брюссель, Мадрид, Оттава, Мехіко, Берлін, Барселона, Флоренція, Венеція, Буенос-Айрес, Остін, Даллас, Антверпен, Відень, Неаполь, Париж, Копенгаген, Стокгольм, Богота, Сантьяго-де-Чилі.

## Цікаві факти
У своїй молитві до Богородиці 30 листопада 2003 року Іван Павло II привітав «членів Спільноти Святого Егідія, котрі проводять міжнародну кампанію проти смертної кари за участі багатьох міст світу». Лауреати Нобелівської премії миру, які зібрались у ті дні в Римі на свій IV Всесвітній Саміт, приєдналися до ініціативи та направили спеціальне звернення до світових лідерів із закликом «зупинити виконання усіх смертних вироків та дати місце новим формам захисту правосуддя та людської гідності».

## Відзначення в Україні
У 2010 першим містом України, що долучилось до акції, став Львів. 30 листопада 2010 р.  Каплиця Боїмів (Каплиця страстей Господніх) у Львові була підсвітлена червоним кольором. В рамках акції відбувся мітинг за участі представників мерії Львова, відомих громадських діячів. У 2011 році другим містом України, що приєдналось до акції, став Івано-Франківськ.
Багато міст, у тому числі і в країнах, які ще не скасували смертну кару, продовжують приєднуватись до цієї ініціативи.

## Виноски
1. ↑  http://www.lvivpost.net/content/view/8848/400/%5Bнедоступне+посилання+з+липня+2019%5D
2. ↑  Архівована копія. Архів оригіналу за 2 травня 2012. Процитовано 11 вересня 2012.{{cite web}}:  Обслуговування CS1: Сторінки з текстом «archived copy» як значення параметру title (посилання)
3. ↑  Архівована копія. Архів оригіналу за 2 вересня 2012. Процитовано 11 вересня 2012.{{cite web}}:  Обслуговування CS1: Сторінки з текстом «archived copy» як значення параметру title (посилання)
4. ↑  Архівована копія. Архів оригіналу за 2 травня 2012. Процитовано 11 вересня 2012.{{cite web}}:  Обслуговування CS1: Сторінки з текстом «archived copy» як значення параметру title (посилання)
5. ↑  http://paralleli.if.ua/news/17077.html%5Bнедоступне+посилання+з+липня+2019%5D